# Tetramelas pulverulentus
Tetramelas pulverulentus är en lavart som först beskrevs av Anzi, och fick sitt nu gällande namn av A. Nordin & Thell. Tetramelas pulverulentus ingår i släktet Tetramelas och familjen Physciaceae.  Arten är reproducerande i Sverige. Inga underarter finns listade i Catalogue of Life.